# ヴェア・タモエフォラウ
ヴェア・タモエフォラウ（Vea Taumoefolau、2001年11月5日 - ）は、ジャパンラグビーリーグワン東芝ブレイブルーパス東京に所属するラグビー選手。

## プロフィール
- ニュージーランド出身[1]。
- ポジションはプロップ(PR)。
- 身長: 185 cm、体重: 96 kg
- 高校時代はリーチ二世と呼ばれた[2]。

## 略歴
13歳からラグビーを始めた。
2020年、札幌山の手高校卒業後、京都産業大学に入る。
2024年、アーリーエントリーで東芝ブレイブルーパス東京に加入。